# Rankovce (Macédoine du Nord)
Pour les articles homonymes, voir Rankovce.
Rankovce (en macédonien : Ранковце ) est une commune du nord-est de la Macédoine du Nord. Elle comptait 3 465 habitants en 2021 et s'étend sur 240,71 km2.
Son territoire est limitrophe de ceux des communes de Kriva Palanka, Kratovo et Staro Nagoričane ainsi que de la Serbie. La commune se trouve sur trois ensembles géographiques distincts. Sa partie nord, limitrophe de la Serbie, et son extrémité sud sont montagneuses, tandis que le centre s'étend sur la vallée de la Kriva, rivière qui traverse le territoire d'est en ouest. Le nord de la commune appartient au massif de Guerman, qui est en fait le contrefort du mont Kozjak et de la Široka Planina ; le sud de son territoire s'étend sur l'extrémité occidentale du massif de l'Osogovo.
La principale attraction de la commune est l'église Saint-Nicolas de Psača, construite au XIVe siècle et connue pour ses fresques.

## Localités de la commune de Rankovce
En plus de son chef-lieu, Rankovce, la commune de Rankovce compte 17 localités :
- Baratliya
- Vétounitsa
- Vrjogrntsi
- Guerman
- Guinovtsi
- Goulintsi
- Krivi Kamen
- Lyoubintsi
- Miloutintsé
- Odreno
- Opila
- Otochnitsa
- P'klichté
- Petralitsa
- Psača
- Radibouch
- Stantcha

## Administration
La commune est administrée par un conseil municipal élu au suffrage universel tous les quatre ans. Il adopte les plans d'urbanisme, accorde les permis de construire, planifie le développement économique local, protège l'environnement, prend des initiatives culturelles et supervise l'enseignement primaire. Il compte 9 conseillers municipaux.
Le pouvoir exécutif est détenu par le maire, lui aussi élu au suffrage universel. Depuis 2021, le maire de Rankovce est Borče Spasovski, membre de VMRO-DPMNE.

## Démographie
Lors du recensement de 2002, la commune comptait :
- Macédoniens : 4 058 (97,92 %)
- Roms : 57 (1,38 %)
- Serbes : 18 (0,43 %)
- Autres : 11 (0,27 %)